# Vasilisa den kloka
Vasilisa den kloka, även Den vackra Vassilissa, (ryska: Василиса Прекрасная, Vasilisa Prekrasnaja) är en sovjetisk animerad film från 1977 producerad av studion Sojuzmultfilm. Filmen är regisserad av Vladimir Pekar och bygger på den ryska folksagan Grodprinsessan.

## Handling
Kungen vill en dag gifta sig sina söner och kallar dem till sig befaller: ta en pil, gå till ett öppet fält, dra i bågsträngen och skjut, där din pilar faller - där är din brud. Den äldste sonens pil landar i en bojardotter, den mellersta sonens pil - köpmannens dotter. Ivan Tsarevitjs yngsta sons till landar i träsket, vilket betyder att hans öde är att gifta sig med grodprinsessan. På natten kastar hon av sig sin grodhud och blir Vasilisa den kloka, en skönhet och en handarbetare. Kungen kallar sina söner och hustrur till en fest. Vid bordet häller Vasilisa den kloka vatten från ett glas i ena ärmen och kastar fågelben med den andra. Hon dansar, viftar med ena ärmen - sjön rinner ut över golvet, vinkar med den andra - svanarna flyger och sätter sig på sjön, och när dansen tar slut försvinner allt. De andra fruarna imiterar henne i allt, men bara kungen var dyngsur och förbannad. Ivan Tsarevitj springer bort och bränner huden på grodan. Bara tre dagar återstod för Ivan Tsarevitj att uthärda, och skönheten skulle bli hans för alltid. Men han skyndar sig, och Vasilisa den kloka, som förvandlats till en fågel, flyger bort till avlägsna länder, till kungariket i fjärran - till Kosjtjejs land. Ivan Tsarevitj går efter henne, och längs vägen hittar han goda medhjälpare, skogsdjur. Baba-Jaga visar honom var eken har legat, på vilken Kosjtjejs död gömdes i en kista. Efter att ha besegrat Kosjtjej och förstört hans rike återvänder Ivan Tsarevitj och Vasilisa den kloka hem.

## Rollista
- Jevgenij Leonov — tsaren
- Michail Kononov — Ivan-tsarevitj / gamle skogshuggaren
- Anna Kamenkova — Vasilisa den kloka / kanin / gädda
- Anastasia Georgijevskaja — Baba-jaga

### Svenska röster
- Anders Beckman
- Yvonne Eklund
- Niklas Hald
- Jan Nygren
- Ragna Nyblom
- Kajsa Reingardt[1]
- Översättning — Eva Åkerberg
- Mix — Hans Barkman
- Bearbetning och dialogregi — Ragna Nyblom[2]

## Filmteam
- Manusförfattare — Viktor Merezjko
- Producent — Vladimir Pekar
- Scenograf — Tatiana Koljusjeva
- Kompositör — Jevgenij Botiarov
- Filmfotograf — Kabul Rasulov
- Ljuddesigner — Boris Filtjikov
- Redaktör — Raisa Fritjinskaja
- Målare — Marina Voskanjants, Marina Rogova, Jurij Kuziurin, Galina Zebrova, Vladimir Sjevtjenko, Oleg Safronov, Tatiana Pomerantseva, Irina Svetlitsa, Sergej Marakasov, Vladimir Zacharov
- Assistenter — Olga Apanasova, Ljudmila Birjukova, Ljudmila Krutovskaja
- Klippare — Natalia Stepantseva
- Producent — Fjodor Ivanov